# 国税庁
国税庁（こくぜいちょう、英: National Tax Agency、略称: NTA）は、日本の行政機関のひとつ。内国税の適正かつ公平な賦課・徴収の実現、酒類業の健全な発達及び税理士業務の適正な運営の確保を図ることを目的として設置された財務省の外局である。

## 概要

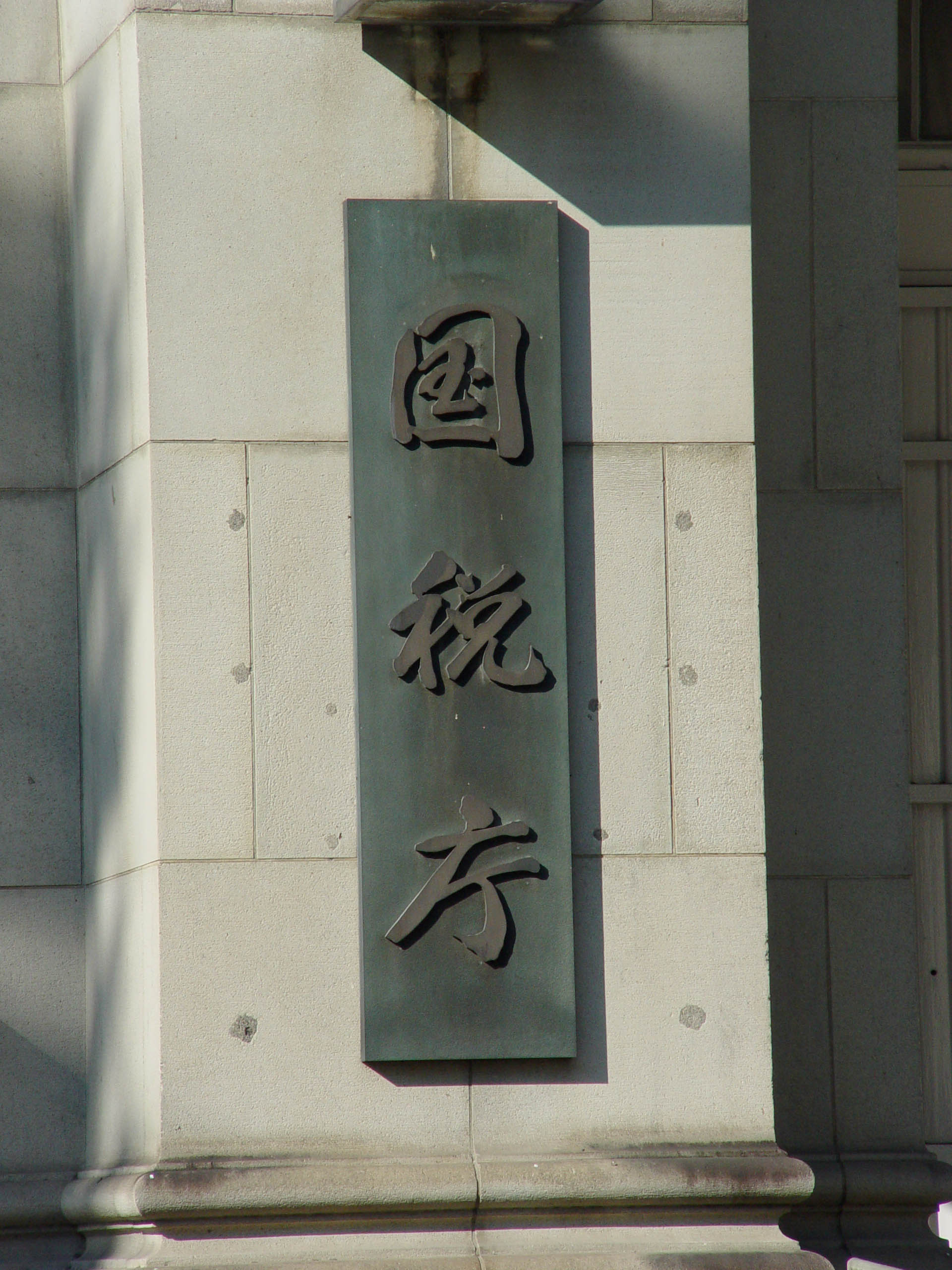
国税庁の銘板

国家行政組織法第3条第2項及び財務省設置法第18条第1項の規定に基づき、財務省の外局として設置されている。任務は、財務省設置法により「内国税の適正かつ公平な賦課及び徴収の実現、酒類業の健全な発達及び税理士業務の適正な運営の確保を図ること」と規定されている（第19条）。国税の賦課・徴収をつかさどるとともに、酒販免許・酒造免許などを通じて酒類業界を管轄する。税制の企画・法制化は財務省主税局の所掌であり、国税庁は租税制度を執行する機関（実施庁）としての位置付けになる。
国税庁長官を長とし、内部部局として長官官房、課税部、徴収部及び調査査察部を置くほか、審議会として国税審議会を、施設等機関として税務大学校を、特別の機関として国税不服審判所を、地方支分部局として全国を分轄する形で11の国税局及び沖縄国税事務所を設置する。国税局及び沖縄国税事務所の下には、それらの一部事務を分掌する下部組織として計524の税務署が置かれている。
本庁舎は、東京都千代田区霞が関三丁目1番1号に所在する財務省本庁舎の5階である。
近年は1年またはそれ未満での長官交代が慣例化し、2001～2021年（4月現在）で20人の長官が就いている。

## 所掌事務
上記財務省設置法第19条に規定された任務を達成するため、財務省設置法第4条に列記された事務のうち下記の計7号の事務を分掌するとともに、第20条に別に規定された事務をつかさどる（第20条）。具体的には以下のことに関する事務がある。
- 内国税の賦課及び徴収に関すること（第4条第17号）
- 酒税の保全並びに酒類業の発達、改善及び調整（第4条第19号）
- 醸造技術の研究及び開発並びに酒類の品質及び安全性の確保（第4条第20号）
- 法令の定めるところに従い、第27条第1項各号に掲げる犯罪に関する捜査を行い、必要な措置を採ること（第4条第21号）
- 印紙の形式に関する企画及び立案に関すること並びにその模造の取締り（第4条第22号）
- 税理士制度の運営（第20条第1号）
- 酒類に係る資源の有効な利用の確保（第20条第2号）
- 政令で定める文教研修施設において、国税庁の所掌事務に関する研修を行うこと（第20条第3号）

第4条第21号にある「第27条第1項各号に掲げる犯罪」とは国税庁の所属職員がしたその職務に関する犯罪（第1号）やその職務を行う際にした犯罪（第2号）、国税庁職員への贈賄（第4号）などであり、国税庁長官が国税庁職員から命じた専任の国税庁監察官がその犯人及び証拠を捜査するものとされる（第27条第1項）。ただし、国税庁監察官は、特別司法警察職員ではないため、逮捕、差押えおよび捜索などをすることはできない（第27条第2項）。また、この「捜査」には、刑事訴訟法が適用されるため、国税通則法に基づく犯則調査とは異なるものである。
徴税の手続きの一つとして、税務署では、個人の場合は毎年2月中旬から3月中旬にかけて確定申告を受け付ける。法人の場合は決算期の終了から2カ月以内に行う。

### 国税庁長官表彰
国税庁長官は、納税功労に対し表彰する最高の納税表彰として納税意識の高揚等、税務行政の円滑な運営に尽力した者に国税庁長官表彰を授与する。これに準ずる表彰として、国税局長表彰、税務署長表彰がある。また、税に関する作文コンクールなどでも国税庁長官賞を授与することがある。また、法人会等の運営に対する発展に寄与した功労者などには国税庁長官感謝状を贈られる。

## 沿革
- 1949年（昭和24年）6月1日 - 旧大蔵省の外局として国税庁が設置される。

大蔵省の徴税担当部門（主税局の一部など）を母体とした。大蔵省設置法が内閣から国会に提出された時点では、国税庁の設置は規定されていなかったが、「連合國軍最高司令官からの覚書に接し、國税行政に関する機構の改組を行うこととせられた・・現在の徴税機構を他の財務行政機関と分離、独立のものとするように指令」 として法案修正の形で設置法に規定することになった。内部部局として総務部、直税部、間税部、調査査察部の4部を置いた。庁舎は千代田区内幸町の東拓ビル。東拓ビルは、戦前の国策会社だった旧東洋拓殖株式会社の本社ビルであり、旧日本勧業銀行の本店ビルに隣接していた。国税庁移転後には第一勧業銀行の本店ビル使用地として同銀行に払い下げられた。
- 1950年（昭和25年）
  - 1月25日 - 全財と日財労が統合して日本財務職員労働組合連合会（日財労連）を結成。1958年には全国税労働組合（全国税）に改称。
  - 5月4日 - 国税庁協議団及び国税局協議団（後の国税不服審判所）設置。
- 1951年（昭和26年）4月1日 - 国税庁次長を新設。本庁の総務部を分割して、長官官房と徴収部を設置。
- 1956年（昭和31年）3月23日 - 旧大蔵省庁舎の接収解除により千代田区内幸町から移転。
- 1959年（昭和34年）4月13日 - 間税部酒税課所属の醸造試験所を国税庁直属の附属機関とする。
- 1962年（昭和37年）10月29日 - 全国税から分裂した第2組合が国税会議を結成。
- 1964年（昭和39年）6月18日 - 税務講習所を税務大学校に拡充。
- 1970年（昭和45年）5月1日 - 協議団を廃止し国税不服審判所を設置。
- 1986年（昭和61年）5月23日 - 長官官房国税審議官（国際業務を担当）1名を新設。
- 1989年（平成元年）10月15日 - 国税会議が国税労働組合総連合（国税労組）に改称。11月、日本労働組合総連合会（連合）の結成に参加。
- 1991年（平成3年）7月10日 - 税目別の徴税体制から納税者別の徴税体制に移行。

これに伴い、本庁の直税部と間税部を課税部に統合。また、酒類行政及び酒税徴収事務の担当の長官官房国税審議官を1名増員した
- 1995年（平成7年）7月10日 - 醸造試験所を東京都北区滝野川から広島県東広島市の広島中央サイエンスパークに移転し、醸造研究所に改組。
- 1998年（平成10年）7月10日 - 税務大学校の本校校舎を新宿区若松町と船橋市から埼玉県和光市に移転統合。
- 2001年（平成13年）
  - 1月6日 - 中央省庁再編により、国税庁は財務省の外局となる。長官官房国税審議官は長官官房審議官に改称。
  - 4月1日 - 醸造研究所は国税庁から分離し、独立行政法人酒類総合研究所に改組。

## 組織
国税庁の組織は基本的に、法律の財務省設置法、政令の財務省組織令および省令の財務省組織規則が階層的に規定している。
国税庁キャリアが就任できる幹部ポストは長官官房国際業務課長、厚生管理官、課税部の酒税課以外の課長、徴収部長・徴収部の課長、調査査察部長・調査査察部調査課長のいずれかである。

### 特別な職
- 国税庁長官（法律第18条第2項）
- 国税庁次長（政令第87条）

### 内部部局
- 長官官房（政令第88条）
  - 審議官（規則第381条第1項）（2人）
  - 参事官（規則第382条第1項）
  - 総務課（規則第384条)
    - 調整室（規則第405条）
    - 監督評価官室（規則第405条）

  - 人事課（規則第385条）
  - 会計課（規則第386条）
  - 企画課（規則第387条）
  - 国際業務課（規則第388条）
    - 相互協議室（規則第406条）

  - 厚生管理官（規則第389条）
  - 首席国税庁監察官（規則第391条）
  - 税務相談官（規則第404条）
- 課税部
  - 課税総括課（規則第393条）
    - 消費税室（規則第408条）
    - 審理室（規則第408条）

  - 個人課税課（規則第394条）
  - 資産課税課（規則第395条）
  - 資産評価企画官（規則第407条）
  - 法人課税課（規則第396条）
  - 酒税課（規則第397条）
  - 鑑定企画官（規則第407条）
- 徴収部
  - 管理運営課（規則第399条）
  - 徴収課（規則第400条）
- 調査査察部
  - 調査課（規則第402条）
  - 査察課（規則第403条）

### 審議会等
- 国税審議会（法律第21条第1項）
  - 国税審査分科会（国税審議会令第6条）
  - 税理士分科会
  - 酒類分科会

任期は2年となる。下記に事例として令和6年における国税審議会の構成を記載する。日本税理士会連合会から国税審議会委員を選出している。
| 役職     | 氏名              | 現職                                                               | 所属分科会                   | 出身校                                         |
| -------- | ----------------- | ------------------------------------------------------------------ | ---------------------------- | ---------------------------------------------- |
| 会長     | 佐藤英明 (法学者) | 慶應義塾大学大学院法務研究科教授                                   | 国税審査分科会、税理士分科会 | 東京大学法学部                                 |
| 会長代理 | 土居丈朗          | 慶應義塾大学経済学部教授                                           | 国税審査分科会               | 博士（経済学）東京大学                         |
| 委員     | 秋葉賢一          | 早稲田大学大学院会計研究科教授                                     | 税理士分科会                 | 横浜国立大学経営学部                           |
| 委員     | 石田千            | 作家、東海大学文化社会学部文芸創作学科特任教授                     | 国税審査分科会               | 学士（文学）                                   |
| 委員     | 遠藤みどり        | 元東京高等検察庁検事                                               | 国税審査分科会               |                                                |
| 委員     | 大倉治彦          | 日本酒造組合中央会会長                                             | 酒類分科会                   | 一橋大学経済学部                               |
| 委員     | 太田直樹          | 日本税理士会連合会会長                                             | 国税審査分科会               |                                                |
| 委員     | 鹿取みゆき        | フード＆ワインジャーナリスト、信州大学特任教授                     | 酒類分科会                   | 学士（教育学） , 東京大学                      |
| 委員     | 川北力            | 損害保険料率算出機構副理事長                                       | 税理士分科会                 | 東京大学法学部                                 |
| 委員     | 川嶋三恵子        | 株式会社読売新聞東京本社編集局教育部長                             | 酒類分科会                   |                                                |
| 委員     | 木村純子          | 法政大学経営学部教授                                               | 酒類分科会                   |                                                |
| 委員     | 小関卓也          | 山形大学農学部教授                                                 | 酒類分科会                   | 東北大学農学部食糧化学科、博士(農学)，東京大学 |
| 委員     | 小林健彦          | 日本税理士会連合会相談役                                           | 税理士分科会                 |                                                |
| 委員     | 立道昌幸          | 東海大学医学部教授                                                 | 酒類分科会                   |                                                |
| 委員     | 手島麻記子        | 株式会社彩食絢美代表取締役、食文化研究家・日本酒と料理の相性研究家 | 国税審査分科会、酒類分科会   | 慶応義塾大学法学部政治学科                     |
| 委員     | 中川丈久          | 神戸大学大学院法学研究科教授                                       | 国税審査分科会、税理士分科会 |                                                |
| 委員     | 中空麻奈          | ＢＮＰパリバ証券株式会社グローバルマーケット統括本部副会長         | 国税審査分科会、酒類分科会   | 慶應義塾大学経済学部                           |
| 委員     | 廣重美希          | 一般社団法人消費者力開発協会理事・事務局長                         | 酒類分科会                   |                                                |
| 委員     | 藤谷武史          | 東京大学社会科学研究所教授                                         | 国税審査分科会、酒類分科会   |                                                |
| 委員     | 山口裕之          | 東京電力ホールディングス株式会社代表執行役副社長                   | 国税審査分科会               |                                                |

### 施設等機関
- 税務大学校（政令第95条第1項）
  - 地方研修所（政令第95条第3項）（12）

### 特別の機関
- 国税不服審判所（法律第22条第1項）
  - 支部（国税通則法第78条第3項）(12)

### 地方支分部局
地方支分部局の区分は国税局と沖縄国税事務所である。
- 国税局（法律第23条第1項）（11）
  - 税務署（法律第24条第1項）（518）
- 沖縄国税事務所（法律第23条2項）
  - 税務署（法律第24条第1項）（6）

国税局の名称および管轄区域は以下の通りである。東京、大阪、名古屋の国税局には映画「マルサの女」で有名になった査察部がある。その他の国税局は本庁と同様に調査査察部で査察業務を行う。
- 札幌国税局
  - 北海道（33署）
- 仙台国税局
  - 宮城県（10署）
  - 福島県（10署）
  - 山形県（8署）
  - 岩手県（9署）
  - 秋田県（8署）
  - 青森県（7署）
- 関東信越国税局
  - 茨城県（8署）
  - 栃木県（8署）
  - 埼玉県（15署）
  - 群馬県（9署）
  - 長野県（10署）
  - 新潟県（12署）
- 東京国税局
  - 東京都（48署）
  - 神奈川県（18署）
  - 千葉県（14署）
  - 山梨県（4署）
- 名古屋国税局
  - 愛知県（20署）
  - 三重県（8署）
  - 岐阜県（7署）
  - 静岡県（13署）
- 大阪国税局
  - 大阪府（31署）
  - 京都府（13署）
  - 兵庫県（21署）
  - 奈良県（4署）
  - 滋賀県（7署）
  - 和歌山県（7署）
- 金沢国税局
  - 福井県（6署）
  - 石川県（5署）
  - 富山県（4署）
- 高松国税局
  - 香川県（6署）
  - 徳島県（6署）
  - 高知県（6署）
  - 愛媛県（8署）
- 広島国税局
  - 広島県（16署）
  - 山口県（11署）
  - 岡山県（13署）
  - 鳥取県（3署）
  - 島根県（7署）
- 福岡国税局
  - 福岡県（18署）
  - 佐賀県（5署）
  - 長崎県（8署）
- 熊本国税局
  - 熊本県（10署）
  - 大分県（9署）
  - 鹿児島県（11署）
  - 宮崎県（6署）
- 沖縄国税事務所
  - 沖縄県（6署）

## 財政
2025年度（令和7年度）一般会計当初予算における国税庁所管の歳出予算は6359億5998万8千円。財務省が所管する一般会計予算30兆1425億7375万9千円に占める割合は約2.10%である。ただし、財務省予算から国債費28兆2178億7636万4千円及び予備費7394億8268万8千円を除くと55.8%になる。科目別の内訳は、国税庁共通費が5654億7018万1千円、国税庁施設費が28億3617万3千円、税務業務費が619億3894万4千円、国税不服審判所が47億5153万4千円、独立行政法人酒類総合研究所運営費が9億6315万6千円となっている。

## 職員
一般職の在職者数は2023年7月1日現在、53,615人（男性39,294人、女性14,321人）であるとなっている。
職員の競争試験による採用は主に国家公務員採用総合職試験（院卒者試験）、同（大卒程度試験）、国税専門官採用試験及び税務職員採用試験の合格者の中から行われる。いずれの試験も人事院が実施機関である。国家公務員採用総合職試験について、国立大学は旧帝国大学、私立大学は早慶（大蔵国税三田会等）が多い（「公務員試験」の項も参照）。2023年度（令和5年度）の採用実績（2024年（令和6年）4月1日付採用） によると、総合職試験合格者からの採用者数は14人で、区分別内訳は院卒(行政)2人、院卒(化学・生物・薬学）2人、院卒(農業科学･水産)1人、院卒(工学)1人、大卒(政治・国際)1人、大卒(法律)1人、大卒(経済)3人、大卒(教養)1人、大卒(農業科学･水産）1人となっている。

### 採用実績
国家公務員採用総合職試験（院卒者試験）、同（大卒程度試験）の合格者からの採用(事務系）にあたり、“「人間力」重視の採用を行っている結果、出身大学（院）も多様” となっている。平成20年以降令和6年度まで、29大学（院）から135名を採用を採用している。なおこの数値は事務系採用のみのものであり、技術系についても試験区分別の採用人数は公表 されているが、大学についての記述はない。
| 国公立大学 | 北海道大学、東北大学、新潟大学、東京大学、一橋大学、東京工業大学、茨城大学、東京外国語大学、横浜国立大学、千葉大学、金沢大学、信州大学、名古屋大学、京都大学、大阪大学、神戸大学、兵庫県立大学、岡山大学、広島大学、九州大学、大阪市立大学 |
| 私立大学   | 慶應義塾大学、早稲田大学、上智大学、中央大学、東京理科大学、明治大学、立命館大学、同志社大学 |

各年の採用実績を下記に記載する
| 採用年度 | 総合職                        |
| -------- | ----------------------------- |
| 2017年度 | 12名（事務系8人、技術系4人）  |
| 2018年度 | 13名（事務系11人、技術系2人） |
| 2019年度 | 12名（事務系7人、技術系5人）  |
| 2020年度 | 15名（事務系9人、技術系6人）  |
| 2021年度 | 16名（事務系9人、技術系7人）  |
| 2022年度 | 12名（事務系8人、技術系4人）  |
| 2023年度 | 11名（事務系7人、技術系4人）  |
| 2024年度 | 14名（事務系8人、技術系6人）  |

2024年（令和6年）4月1日付で、国税専門官試験からは945人、税務職員採用試験からは713人を採用した。また、国税庁経験者採用試験（国税調査官級） で54人を採用した。
国税庁職員は一般職の国家公務員なので、給与は一般職の職員の給与に関する法律（一般職給与法）によって規律される。俸給表は他省庁の一般職職員と異なり税務職俸給表が適用される。これは国税庁に勤務し、租税の賦課及び徴収に関する事務等に従事する職員に適用する俸給表である（人事院規則九―二第3条第1項）。ただし、内部部局に勤務しとくに指定を受けていない者（同規則第3条第1号）や幹部職員（第2・3号）および行政職俸給表（二）の適用を受けるもの（第4号）などには適用されない。国税実査官、国税調査官又は国税査察官が国税通則法の規定に基づく調査、検査又は犯則の取締りの業務で人事院の定めるものに従事したときは特殊勤務手当として犯則取締等手当が支給される（人事院規則九―三〇第28条の5第1項第6号）。金額は業務に従事した日一日につき550円である（同条第2項第1号）。

### 職員労働組合の概要
国税庁及びその地方支分部局の職員には、労働基本権のうち争議権と団体協約締結権が国家公務員法により認められていない。団結権は保障されており、職員は労働組合として国公法の規定する「職員団体」を結成し、若しくは結成せず、又はこれに加入し、若しくは加入しないことができる（国公法第108条の2第3項）。
現在、職員団体としては国税労働組合総連合（略称：国税労組）、全国税労働組合（全国税）および沖縄国家公務員労働組合（沖縄国公労）全税支部が活動している。国税労組は国税局ごとに組織された単一労働組合の連合体で、道国税、東北国税、関信国税、国税東京、北陸国税、名古屋国税、大阪国税、四国国税、福岡国税、熊本国税および沖縄国税の12単組で構成されている。全国税は国税局ごとに、複数の支部によって対応する「地方連合会」を作る形式をとっている。沖縄国公労全税支部は沖縄国税事務所のみに組織をおく。
加盟単産は国税労組および沖縄国公労（全税支部）は国公連合、全国税は国公労連となっている。組織人員は2011年度（平成23年度）の労働組合基礎調査によると国税労組が3万1795人、全国税は379人となっており、前者が絶対的多数派の地位にある。国税労組は他財務省関係機関の連合系労組のとともに協議会の全大蔵労働組合連絡協議会（全大蔵労連）を構成している。全国税はこれに相当する組織として全税関と大蔵国公を構成する。

### 職員労働組合の沿革
第二次世界大戦の終結から間もない1946年（昭和21年）、日本の労働運動の全般的な高揚を背景に、2月の東京財務局における東京財務職員組合を発端として、国税部門における労働組合の結成が相次いだ。5月16日には国税職員の最初の全国的労組である全国財務職員組合連合会（全財）が結成された。全財は1947年（昭和22年）1月に単一組合に改組し、略称は引き継ぎつつ正式名称も全国財務労働組合に改めた。全財は全国官庁労働組合協議会（全官労）の中核労組として、1947年（昭和22年）の二・一ゼネストや1948年（昭和23年）の3月闘争および7月闘争など急進的な官公庁労働運動に参加し、1947年（昭和22年）2月には大蔵当局と労働協約を調印した。
7月闘争を契機として国公労働者からスト権が剥奪されるのに前後して、全財では執行部の方針を左翼的としてこれに批判的な勢力が強まった。全財再建同盟が1948年（昭和23年）7月に結成されたほか、関東、東北、山陰等の諸支部の脱退が相次ぎ、1949年（昭和24年）2月8日、脱退支部は新たな全国組織である日本財務職員労働組合協議会（日財労）を結成するに至った。分裂後の組合員数は全財が3万8000人、日財労が1万6000人であった。しかし、1949年（昭和24年）夏の総定員法による大量馘首を経て、税務職員労組の分裂状態を克服する機運が高まり、1950年（昭和25年）1月25日、全財と日財労は再統一して日本財務職員労働組合連合会（日財労連）を結成した。また1949年（昭和24年）12月に全官公から分裂して結成された日本官公庁労働組合協議会（官公労）に加盟した。1953年（昭和28年）4月26日、日財労連は全国税職員労働組合連合会（全国税）に改称し、1958年（昭和33年）12月24日には組織を単一化、現在の名称である全国税労働組合に改称した。
1962年（昭和37年）から1963年（昭和38年）にかけて、1962年（昭和37年）5月の関東信越国税局を皮切りに、全国各地の国税局で全国税から脱退し、第二組合を結成する動きが急速に進んだ。発生した第2組合群は1962年（昭和37年）10月29日に全国組織として国税労働組合全国会議を結成した。全国税から国税会議系へ移行する動きは進行し、全国税は少数派組合へ凋落していった。全国税は総評に加盟していたが、国税会議は系列の全官公へ加盟して同盟に接近し、1977年（昭和52年）には同盟に正式加盟した。このとき、国税会議の組合員数は2万7000人に達していた。1960年代から1970年代の組合勢力の激変の背後には、大蔵省・国税庁当局による全国税組合員を対象とした切り崩し工作と第二組合の育成があったことが指摘されている。全国税はそのような認識から、「勤務条件に関する行政措置の要求」（国公法第86条）の制度を利用して、人事院に対し当局に脱退工作を止めさせるよう「団結阻害行為 の排除」を要求したものの、人事院の調査ではそれを裏付ける証拠は見つからず、棄却判定が下された。当時大蔵官僚だった秦郁彦は1962年（昭和37年）から1963年（昭和38年）にかけて、「遠山修審議官を指揮官とする庁をあげての切り崩し工作が成功して壊滅状態になった」「説得工作にあたっては……不当労働行為の口実を与えないよう細心のルールでのぞんだという」と著書で記している。
労戦再編の最終局面にあった1989年（平成元年）10月15日、国税会議は協議会に改組して名称を現在の国税労働組合総連合に改め、日本労働組合総連合会（連合）の結成に参加した。一方、全国税は上部組織の国公労連とともに全国労働組合総連合（全労連）に参加した。

## 不祥事
障害者雇用、最多水増し
2018年8月28日、菅義偉官房長官は、中央省庁の障害者雇用の水増し数を発表、全省庁水増し3,460人中、国税庁は最多の1,022.5人に上った。
送別会参加、新型コロナウイルス感染
2021年7月、国税庁課税部の職員のべ20名弱が7月6日～7月9日に蔓延防止等重点措置発令中の東京都内で開催された複数回の最長2時間半の送別会に参加、うち20代～40代の7名が新型コロナウイルス感染症に感染した。

## 歴代の国税庁長官
国税庁長官（こくぜいちょうちょうかん）は、日本の国税庁の長。財務省に採用されたキャリアの公務員が就くこととされている。
歴代長官
| 代 | 氏名         |   | 在任期間                                               | 前職                             | 退任後の主要な役職                                                                                             |
| -- | ------------ | - | ------------------------------------------------------ | -------------------------------- | --- |
| 1  | 高橋衛       |   | 1949年（昭和24年）6月1日 - 1952年（昭和27年）12月27日  | 広島財務局長                     | 参議院議員、経済企画庁長官                                                                                     |
| 2  | 平田敬一郎   | ※ | 1952年（昭和27年）12月27日 - 1955年（昭和30年）7月19日 | 主税局長                         | 日本開発銀行総裁                                                                                               |
| 3  | 阪田泰二     |   | 1955年（昭和30年）7月19日 - 1956年（昭和31年）7月6日   | 理財局長                         | 日本専売公社総裁                                                                                               |
| 4  | 渡邊喜久造   |   | 1956年（昭和31年）7月6日 - 1957年（昭和32年）11月15日  | 主税局長                         | 公正取引委員会委員長                                                                                           |
| 5  | 北島武雄     |   | 1957年（昭和32年）11月15日 - 1960年（昭和35年）4月12日 | 管財局長                         | 北海道東北開発公庫総裁 公正取引委員会委員長                                                                    |
| 6  | 原純夫       |   | 1960年（昭和35年）4月12日 - 1962年（昭和37年）5月1日   | 主税局長                         | 東京銀行頭取、会長                                                                                             |
| － | （白石正雄） |   | 1962年（昭和37年）5月1日 - 1962年（昭和37年）5月16日   | （国税庁次長による長官心得兼務） | （国税庁次長による長官心得兼務）                                                                               |
| 7  | 木村秀弘     |   | 1962年（昭和37年）5月16日 - 1965年（昭和40年）2月5日   | 防衛庁経理局長                   | 日本専売公社総裁                                                                                               |
| 8  | 吉岡英一     |   | 1965年（昭和40年）2月5日 - 1965年（昭和40年）11月16日  | 理財局長                         | 日本開発銀行総裁                                                                                               |
| 9  | 泉美之松     |   | 1965年（昭和40年）11月16日 - 1968年（昭和43年）6月7日  | 主税局長                         | 日本専売公社総裁                                                                                               |
| 10 | 亀徳正之     |   | 1968年（昭和43年）6月7日 - 1969年（昭和44年）8月6日    | 大臣官房長                       | 協栄生命保険社長、会長 学校法人東洋英和女学院理事長                                                            |
| 11 | 吉國二郎     | ※ | 1969年（昭和44年）8月6日 - 1972年（昭和47年）6月27日   | 主税局長                         | 横浜銀行頭取、会長                                                                                             |
| 12 | 近藤道生     |   | 1972年（昭和47年）6月27日 - 1973年（昭和48年）6月26日  | 銀行局長                         | 博報堂社長、会長                                                                                               |
| 13 | 安川七郎     |   | 1973年（昭和48年）6月26日 - 1975年（昭和50年）7月8日   | 日本銀行政策委員会委員           | 日本債券信用銀行頭取                                                                                           |
| 14 | 中橋敬次郎   |   | 1975年（昭和50年）7月8日 - 1976年（昭和51年）6月11日   | 主税局長                         | 国土事務次官 地域振興整備公団総裁                                                                              |
| 15 | 田邊博通     |   | 1976年（昭和51年）6月11日 - 1977年（昭和52年）6月10日  | 銀行局長                         | 沖縄振興開発金融公庫理事長                                                                                     |
| 16 | 磯邊律男     |   | 1977年（昭和52年）6月10日 - 1980年（昭和55年）6月17日  | 東京国税局長                     | 博報堂社長、会長                                                                                               |
| 17 | 渡部周治     |   | 1980年（昭和55年）6月17日 - 1982年（昭和57年）6月1日   | 東京国税局長                     | 関西電力副社長、関電産業社長                                                                                   |
| 18 | 福田幸弘     |   | 1982年（昭和57年）6月1日 - 1983年（昭和58年）6月7日    | 主税局長                         | 参議院議員 |
| 19 | 水野繁       |   | 1983年（昭和58年）6月7日 - 1985年（昭和60年）6月25日   | 証券局長                         | 日本たばこ産業社長、整理回収銀行社長、学校法人東京経済大学理事長                                               |
| 20 | 梅澤節男     |   | 1985年（昭和60年）6月25日 - 1987年（昭和62年）6月23日  | 主税局長                         | 公正取引委員会委員長                                                                                           |
| 21 | 窪田弘       |   | 1987年（昭和62年）6月23日 - 1988年（昭和63年）12月27日 | 理財局長                         | 北海道東北開発公庫総裁、 日本債券信用銀行頭取、会長                                                            |
| 22 | 水野勝       |   | 1988年（昭和63年）12月27日 - 1990年（平成2年）6月29日  | 主税局長                         | 日本たばこ産業社長                                                                                             |
| 23 | 角谷正彦     |   | 1990年（平成2年）6月29日 - 1991年（平成3年）6月11日    | 証券局長                         | 中小企業金融公庫総裁                                                                                           |
| 24 | 尾崎護       | ※ | 1991年（平成3年）6月11日 - 1992年（平成4年）6月26日    | 主税局長                         | 国民金融公庫総裁 国民生活金融公庫総裁                                                                          |
| 25 | 土田正顕     |   | 1992年（平成4年）6月26日 - 1993年（平成5年）6月25日    | 銀行局長                         | 東京証券取引所理事長、社長、証券保管振替機構理事長                                                             |
| 26 | 濱本英輔     |   | 1993年（平成5年）6月25日 - 1994年（平成6年）7月1日     | 主税局長                         | 北海道東北開発公庫総裁、全国労働金庫協会理事長、ロッテ副社長、千葉ロッテマリーンズ社長                         |
| 27 | 寺村信行     |   | 1994年（平成6年）7月1日 - 1995年（平成7年）5月26日     | 銀行局長                         | 国家公務員共済組合連合会理事長                                                                                 |
| 28 | 小川是       | ※ | 1995年（平成7年）5月26日 - 1996年（平成8年）1月5日     | 主税局長                         | 日本たばこ産業会長、横浜銀行頭取・会長                                                                         |
| 29 | 日高壮平     |   | 1996年（平成8年）1月5日 - 1997年（平成9年）7月15日     | 証券局長                         | 金融情報システムセンター理事長                                                                                 |
| 30 | 竹島一彦     |   | 1997年（平成9年）7月15日 - 1998年（平成10年）1月30日   | 経済企画庁長官官房長             | 内閣官房副長官補、 公正取引委員会委員長                                                                        |
| － | （舩橋晴雄） |   | 1998年（平成10年）1月30日 - 1998年（平成10年）1月31日  | （国税庁次長による長官心得兼務） | （国税庁次長による長官心得兼務）                                                                               |
| 31 | 薄井信明     | ※ | 1998年（平成10年）1月31日 - 1999年（平成11年）7月8日   | 主税局長                         | 国民生活金融公庫総裁                                                                                           |
| 32 | 伏屋和彦     |   | 1999年（平成11年）7月8日 - 2001年（平成13年）7月10日   | 金融企画局長                     | 内閣官房副長官補、 会計検査院長                                                                                |
| 33 | 尾原栄夫     |   | 2001年（平成13年）7月10日 - 2002年（平成14年）7月9日   | 主税局長                         | 国家公務員共済組合連合会理事長                                                                                 |
| 34 | 渡辺裕泰     |   | 2002年（平成14年）7月9日 - 2003年（平成15年）7月8日    | 財務総合政策研究所長             | 早稲田大学大学院ファイナンス研究科教授                                                                         |
| 35 | 寺澤辰麿     |   | 2003年（平成15年）7月8日 - 2004年（平成16年）7月2日    | 理財局長                         | 独立行政法人都市再生機構理事長代理、駐コロンビア大使、横浜銀行頭取、コンコルディア・フィナンシャルグループ社長 |
| 36 | 大武健一郎   |   | 2004年（平成16年）7月2日 - 2005年（平成17年）7月13日   | 主税局長                         | 商工組合中央金庫副理事長 大塚ホールディングス副会長                                                            |
| 37 | 木村幸俊     |   | 2005年（平成17年）7月13日 - 2006年（平成18年）7月28日  | 関税局長                         | 損害保険料率算出機構副理事長 商工組合中央金庫副理事長、副社長                                                  |
| 38 | 福田進       |   | 2006年（平成18年）7月28日 - 2007年（平成19年）7月10日  | 主税局長                         | 社団法人日本損害保険協会副会長 内閣官房副長官補                                                                |
| 39 | 牧野治郎     |   | 2007年（平成19年）7月10日 - 2008年（平成20年）7月4日   | 財務総合政策研究所長             | 損害保険料率算出機構副理事長 社団法人日本損害保険協会副会長                                                    |
| 40 | 石井道遠     |   | 2008年（平成20年）7月4日 - 2009年（平成21年）7月14日   | 財務総合政策研究所長             | 東日本銀行頭取、コンコルディア・フィナンシャルグループ副社長                                                   |
| 41 | 加藤治彦     |   | 2009年（平成21年）7月14日 - 2010年（平成22年）7月30日  | 主税局長                         | 証券保管振替機構社長、トヨタ自動車取締役                                                                       |
| 42 | 川北力       |   | 2010年（平成22年）7月30日 - 2012年（平成24年）8月17日  | 理財局長                         | 一橋大学大学院法学研究科教授、損害保険料率算出機構副理事長、伊藤忠商事取締役                                   |
| 43 | 古谷一之     |   | 2012年（平成24年）8月17日 - 2013年（平成25年）4月2日   | 主税局長                         | 内閣官房副長官補                                                                                               |
| 44 | 稲垣光隆     |   | 2013年（平成25年）4月2日 - 2014年（平成26年）7月4日    | 関税局長                         | TMI総合法律事務所顧問 商工組合中央金庫代表取締役副社長、公益財団法人金融情報システムセンター理事長             |
| 45 | 林信光       |   | 2014年（平成26年）7月4日 - 2015年（平成27年）7月7日    | 理財局長                         | 岩田合同法律事務所特別顧問、国際協力銀行代表取締役専務                                                         |
| 46 | 中原広       |   | 2015年（平成27年）7月7日 - 2016年（平成28年）6月17日   | 理財局長                         | 信金中央金庫専務理事、株式会社エポック社顧問、株式会社シグマクシス取締役                                       |
| 47 | 迫田英典     |   | 2016年（平成28年）6月17日 - 2017年（平成29年）7月5日   | 理財局長                         | TMI総合法律事務所顧問、三井不動産顧問                                                                          |
| 48 | 佐川宣寿     |   | 2017年（平成29年）7月5日 - 2018年（平成30年）3月9日    | 理財局長                         | （減給20%3か月懲戒処分、退官後停職3か月懲戒処分相当）                                                          |
| － | （藤井健志） |   | 2018年（平成30年）3月9日 - 2018年（平成30年）7月27日   | （国税庁次長による長官心得兼務） | （国税庁次長による長官心得兼務）                                                                               |
| 49 | 藤井健志     |   | 2018年（平成30年）7月27日 - 2019年（令和元年）7月5日   | 次長兼長官心得                   | 東京海上日動火災保険株式会社顧問、内閣官房副長官補                                                             |
| 50 | 星野次彦     |   | 2019年（令和元年）7月5日 - 2020年 (令和2年) 7月20日    | 主税局長                         | TMI総合法律事務所顧問                                                                                          |
| 51 | 可部哲生     |   | 2020年 (令和2年) 7月20日 - 2021年 (令和3年) 7月8日     | 理財局長                         | |
| 52 | 大鹿行宏     |   | 2021年 (令和3年) 7月8日 - 2022年（令和4年）6月28日     | 理財局長                         | |
| 53 | 阪田渉       |   | 2022年（令和4年）6月28日- 2023年（令和5年）7月4日      | 関税局長兼税関研修所長           | 内閣官房副長官補                                                                                               |
| 54 | 住澤整       |   | 2023年（令和5年）7月4日- 2024年（令和6年）7月5日       | 主税局長                         | |
| 55 | 奥達雄       |   | 2024年（令和6年）7月5日                                | 理財局長                         | - |

- 氏名の末尾に※印を付したものは長官退任後に財務（大蔵）事務次官を務めたことを指す。
- 前職は、特記なければ財務省（大蔵省）の役職。

## 歴代の国税庁次長
| 代 | 氏名       |   | 在任期間                                              | 前職                                 | 退任後の主要な役職 |
| -- | ---------- | - | ----------------------------------------------------- | ------------------------------------ | ------------------ |
| 00 | 三浦正顯   |   | 1993年（平成5年）9月3日 - 1994年（平成6年）7月1日     | 国税庁長官官房国税審議官（国際担当） |                    |
| 00 | 松川隆志   |   | 1994年（平成6年）7月1日 - 1995年（平成7年）5月26日    | 大臣官房審議官（主税局担当）         |                    |
| 00 | 若林勝三   |   | 1995年（平成7年）5月26日 - 1996年（平成8年）7月5日    | 大阪国税局長                         |                    |
| 00 | 堀田隆夫   |   | 1996年（平成8年）7月12日 - 1997年（平成9年）7月11日   | 大阪国税局長                         |                    |
| 00 | 舩橋晴雄   |   | 1997年（平成9年）7月11日 - 1998年（平成10年）6月22日  | 国税庁課税部長                       |                    |
| 00 | （不在）   |   | 1998年（平成10年）6月22日 - 1998年（平成10年）7月1日  |                                      |                    |
| 00 | 大武健一郎 |   | 1998年（平成10年）7月1日 - 2001年（平成13年）7月9日   | 大臣官房審議官（主税局担当）         |                    |
| 00 | 福田進     |   | 2001年（平成13年）7月10日 - 2003年（平成15年）7月7日  | 東京国税局長                         |                    |
| 00 | 村上喜堂   |   | 2003年（平成15年）7月8日 - 2005年（平成17年）7月12日  | 国税庁課税部長                       |                    |
| 00 | 石井道遠   |   | 2005年（平成17年）7月13日 - 2006年（平成18年）7月27日 | 大臣官房総括審議官                   |                    |
| 00 | 加藤治彦   |   | 2006年（平成18年）7月28日 - 2007年（平成19年）7月9日  | 大臣官房審議官（主税局担当）         |                    |
| 00 | 佐々木豊成 |   | 2007年（平成19年）7月10日 - 2008年（平成20年）7月3日  | 大臣官房審議官（主税局担当）         |                    |
| 00 | 岡本佳郎   |   | 2008年（平成20年）7月4日 - 2010年（平成22年）7月29日  | 大阪国税局長                         |                    |
| 00 | 田中一穂   | ※ | 2010年（平成22年）7月30日 - 2011年（平成23年）8月1日  | 大臣官房審議官（主税局担当）         |                    |
| 00 | 岡本榮一   |   | 2011年（平成23年）8月2日 - 2012年（平成24年）8月16日  | 大阪国税局長                         |                    |
| 00 | 西村善嗣   |   | 2012年（平成24年）8月17日 - 2013年（平成25年）6月27日 | 国税庁課税部長                       |                    |
| 00 | 藤田利彦   |   | 2013年（平成25年）6月28日 - 2014年（平成26年）7月3日  | 国税庁課税部長                       |                    |
| 00 | 佐川宣寿   |   | 2014年（平成26年）7月4日 - 2015年（平成27年）7月6日   | 大阪国税局長                         |                    |
| 00 | 星野次彦   |   | 2015年（平成27年）7月7日 - 2016年（平成28年）6月16日  | 大臣官房審議官（主税局担当）         |                    |
| 00 | 飯塚厚     |   | 2016年（平成28年）6月17日 - 2017年（平成29年）7月6日  | 東海財務局長                         |                    |
| 00 | 藤井健志   |   | 2017年（平成29年）7月7日 - 2018年（平成30年）7月26日  | 主計局次長                           |                    |
| 00 | 並木稔     |   | 2018年（平成30年）7月27日 - 2019年（令和元年）7月4日  | 国税庁長官官房審議官                 |                    |
| 00 | 田島淳志   |   | 2019年（平成元年）7月5日 - 2020年（令和2年）7月19日   | 近畿財務局長                         |                    |
| 00 | 鑓水洋     |   | 2020年（令和2年）7月20日 - 2021年 (令和3年) 7月1日    | 理財局次長（理財担当）               |                    |
|    | 重藤哲郎   |   | 2021年（令和3年）7月1日 - 2022年 (令和4年) 6月28日    | 国税庁課税部長                       |                    |
|    | 星屋和彦   |   | 2022年 (令和4年) 6月28日 - 2024年（令和6年）7月5日    | 国税庁課税部長                       |                    |
|    | 小宮敦史   |   | 2024年（令和6年）7月5日 -                             | 大臣官房審議官（主税局担当）         |                    |

- 氏名の末尾に※印を付したものは長官退任後に財務（大蔵）事務次官を務めたことを指す。
- 前職は、特記なければ財務省（大蔵省）の役職。

## 出身人物
- 北野弘久：日本大学名誉教授
- 品川芳宣：元高松国税局長、元筑波大学大学院教授、早稲田大学大学院教授
- 岡田至康：初代国税庁長官官房国際業務課長、元国税庁長官官房審議官、移転価格税制の専門家、税理士法人中央青山顧問、中央青山租税戦略研究所長
- 川田剛：元仙台国税局長、税理士、明治ビジネススクール教授
- 下村英紀：元金沢国税局長、明治ビジネススクール教授、東北大学会計大学院教授
- 野村興児：元国税庁調査査察部長、山口県萩市長
- 平岡秀夫：元国税庁課税部法人税課長[注釈 4]、元衆議院議員（山口2区）、元法務大臣、立憲民主党山口県連合顧問
- 小田修司 ：日本弁護士連合会副会長、元東京国税局
- 山村紅葉：女優、元大阪国税局
- さんきゅう倉田：お笑い芸人、元東京国税局
- 小部春美 ： 元広島国税局長

## 関連書籍
- 落合博実『徴税権力～国税庁の研究』　文藝春秋、2006年、ISBN 4163687408